# Dolné Lefantovce
Dolné Lefantovce este o comună slovacă, aflată în districtul Nitra din regiunea Nitra. Localitatea se află la altitudinea de 154 m deasupra n.m., se întinde pe o suprafață de 4,61 km2 și în 2017 număra 603 locuitori.

## Istoric
Localitatea Dolné Lefantovce este atestată documentar din 1113.

## Demografie
| An:                | 1994 | 2004 | 2014   | 2024    |
| ------------------ | ---- | ---- | ------ | ------- |
| Număr de persoane: | 0    | 538  | 556    | 711     |
| Diferență:         |      | –    | +3,34% | +27,87% |

| An:                | 2023 | 2024   |
| ------------------ | ---- | ------ |
| Număr de persoane: | 717  | 711    |
| Diferență:         |      | −0,83% |